# Acid sulfuric
Acid sulfuric (H2SO4), còn được gọi là vitriol (thông thường được dùng để gọi muối sulfat, đôi khi được dùng để gọi loại acid này), là một acid vô cơ gồm các nguyên tố lưu huỳnh, oxy và hydro, có công thức hóa học H2SO4. Nó là một chất lỏng không màu, không mùi và sánh, hòa tan trong nước, trong một phản ứng tỏa nhiệt cao.
Tính ăn mòn của nó có thể được quy định chủ yếu là có tính acid mạnh và nếu ở nồng độ cao, có tính chất khử nước và oxy hóa. Nó cũng hút ẩm, dễ dàng hấp thụ hơi nước từ không khí. Khi tiếp xúc, acid sulfuric có thể gây bỏng hóa chất nghiêm trọng và thậm chí bỏng nhiệt thứ cấp; nó rất nguy hiểm ngay cả ở nồng độ vừa phải.
Acid sulfuric là một hóa chất công nghiệp rất quan trọng, và sản lượng acid sulfuric của một quốc gia là một chỉ số tốt về sức mạnh công nghiệp của quốc gia đó. Nó được sản xuất rộng rãi với các phương pháp khác nhau, như quy trình tiếp xúc
, quy trình acid sulfuric ướt, quy trình buồng chì và một số phương pháp khác.
Ứng dụng phổ biến nhất của acid sulfuric là sản xuất phân bón. Nó cũng là một chất trung tâm trong công nghiệp hóa chất. Ứng dụng chính bao gồm sản xuất phân bón (và chế biến khoáng sản khác), lọc dầu, xử lý nước thải, hóa muối các kim loại mạnh hơn Cu và tổng hợp hóa học. Nó có một loạt các ứng dụng cuối cùng bao gồm cả chất tẩy rửa có tính acid trong nước, và làm chất điện phân trong pin acid-chì và trong các chất tẩy rửa khác nhau.

## Tham chiếu
1. Handbook of Chemistry and Physics, 71st edition, CRC Press, Ann Arbor, Michigan, 1990.
2. N. N. Greenwood, A. Earnshaw, Chemistry of the Elements, pp 837–845, Pergamon Press, Oxford, UK, 1984. ISBN 0-08-022057-6.
3. Philip J. Chenier, Survey of Industrial Chemistry, pp 45–57, John Wiley & Sons, New York, 1987. ISBN 0-471-01077-4.

| H 2SO 4       |           |                        |                                      |                                                       |                              |                     |                 |                          |                 |                 |                                 |              |                  |                |           |                |      | He |  |  |  |
| Li 2SO 4      | BeSO 4    | B 2S 2O 9 -BO3 +BO3    | esters ROSO− 3 (RO) 2SO 2 +CO3 +C2O4 | (NH 4) 2SO 4 [N 2H 5]HSO 4 (NH 3OH) 2SO 4 NOHSO4 +NO3 | HOSO4                        | +F                  | Ne              |                          |                 |                 |                                 |              |                  |                |           |                |      |    |  |  |  |
| Na2SO4 NaHSO4 | MgSO4     | Al2(SO4)3 Al2SO4(OAc)4 | Si                                   | +PO4                                                  | SO2− 4 HSO3HSO4 (HSO4)2 +SO3 | +Cl                 | Ar              |                          |                 |                 |                                 |              |                  |                |           |                |      |    |  |  |  |
| K2SO4 KHSO4   | CaSO4     |                        | Sc2(SO4)3                            | TiOSO4                                                | VSO4 V2(SO4)3 VOSO4          | CrSO4 Cr2(SO4)3     | MnSO4           | FeSO4 Fe2(SO4)3          | CoSO4 Co2(SO4)3 | NiSO4 Ni2(SO4)3 | CuSO4 Cu2SO4 [Cu(NH3)4(H2O)]SO4 | ZnSO4        | Ga2(SO4)3        | Ge             | As        | +SeO3          | Br   | Kr |  |  |  |
| RbHSO4 Rb2SO4 | SrSO4     |                        | Y2(SO4)3                             | Zr(SO4)2                                              | Nb2O2(SO4)3                  | MoO(SO4)2 MoO2(SO4) | Tc              | Ru(SO4)2                 | Rh2(SO4)3       | PdSO4           | Ag2SO4 AgSO4                    | CdSO4        | In2(SO4)3        | SnSO4 Sn(SO4)2 | Sb2(SO4)3 | Te             | +IO3 | Xe |  |  |  |
| Cs2SO4 CsHSO4 | BaSO4     | *                      | Lu2(SO4)3                            | Hf                                                    | Ta                           | WO(SO4)2            | Re2O5(SO4)2     | OsSO4 Os2(SO4)3 Os(SO4)2 | IrSO4 Ir2(SO4)3 | Pt2(SO4)54–     | AuSO4 Au2(SO4)3                 | Hg2SO4 HgSO4 | Tl2SO4 Tl2(SO4)3 | PbSO4 Pb(SO4)2 | Bi2(SO4)3 | PoSO4 Po(SO4)2 | At   | Rn |  |  |  |
| Fr            | RaSO4     | **                     | Lr                                   | Rf                                                    | Db                           | Sg                  | Bh              | Hs                       | Mt              | Ds              | Rg                              | Cn           | Nh               | Fl             | Mc        | Lv             | Ts   | Og |  |  |  |
|               |           |                        |                                      |                                                       |                              |                     |                 |                          |                 |                 |                                 |              |                  |                |           |                |      |    |  |  |  |
| *             | La2(SO4)3 | Ce2(SO4)3 Ce(SO4)2     | Pr2(SO4)3                            | Nd2(SO4)3                                             | Pm2(SO4)3                    | Sm2(SO4)3           | EuSO4 Eu2(SO4)3 | Gd2(SO4)3                | Tb2(SO4)3       | Dy2(SO4)3       | Ho2(SO4)3                       | Er2(SO4)3    | Tm2(SO4)3        | Yb2(SO4)3      |           |                |      |    |  |  |  |
| **            | Ac2(SO4)3 | Th(SO4)2               | Pa                                   | U2(SO4)3 U(SO4)2 UO2SO4                               | Np(SO4)2                     | Pu(SO4)2            | Am2(SO4)3       | Cm2(SO4)3                | Bk              | Cf2(SO4)3       | Es                              | Fm           | Md               | No             |           |                |      |    |  |  |  |